# Védőnő
A védőnő tevékenysége középpontjában az általa gondozott családok egészségvédelme, a betegségek kialakulásának megelőzése, valamint az egészségfejlesztés áll, hivatalos neve ellenére férfi is gyakorolhatja.
A magyar védőnők képzettsége más országokhoz képest kiemelkedően magas fokú és feladata széles körű. Például Nagy-Britanniában a védőnő (Health visitor) csak hathetes korban veszi át a gyermeket a szülésznőtől, és iskoláskor kezdetén a „közösségi nővér”-nek adja tovább, Ausztriában pedig a szociális munkások látnak el hasonló feladatkört. Magyarországon kívül Finnországban vannak még hasonló szerepet betöltő szakemberek, máshol a szülésznők látják el a várandós és gyermekágyas anyák gondozását.[forrás?]

## Munkaköre
Védőnői munkát csak védőnői szakon szerzett főiskolai oklevéllel rendelkező személy végezhet. Szakmai tevékenységét elsősorban önállóan látja el, de rendszeresen kapcsolatot tart az egészségügyi, gyermekjóléti és szociális ellátórendszer szakembereivel. Szoros személyes kapcsolatot tart gondozottaival, melynek során az egyéni szükségleteknek megfelelően különböző problémáikban (egészségi, szociális, mentálhigiénés) tanácsot nyújt. Ezen kívül szűrővizsgálatokat szervez, védőoltásokat készít elő, egészségnevelő és más egészségvédő közösségi programokat biztosít a gondozottak számára.
A területi védőnő speciális feladatai:
- a nővédelem (közreműködés a lakossági célzott szűrővizsgálatok szervezésében, a meddőség megelőzése és kezelése, családtervezéssel kapcsolatos tanácsadás, az anyaságra való felkészülés segítése, felvilágosítás: új fogamzásgátlási eljárások, HPV megelőzése, fertőzések, rosszindulatú nőgyógyászati megbetegedések[3])
- a várandós és gyermekágyas anyák gondozása
- a gyermekek gondozása születésüktől a tanköteleskor végéig
- komplex családgondozás.

Az ifjúsági védőnő speciális feladatai: 
- a gyermekek szűrése (tanulók egészségi állapota, alkalmassági vizsgálatok)
- közegészségügyi és járványügyi, illetve környezet-egészségügyi feladatok
- elsősegélynyújtás
- részt vesz a nevelési-oktatási intézmény egészségnevelő tevékenységében.

A körzeti védőnő városban, falun és kistérségen dolgozik, egy adott körzet tartozik hozzá. Az iskolavédőnő egy adott általános iskolában, gimnáziumban vagy szakközépiskolában dolgozhat, körzetébe tartozó több iskolát is elláthat.
A kórházban dolgozó védőnő az újszülött-, illetve gyermekágyas osztályon dolgozik. Feladatai:
- megfigyeli az újszülötteket, édesanyákat,
- ellátja őket a legfontosabb tudnivalókkal hazaengedés előtt
- dokumentál
- értesíti a körzeti védőnőt a gyermek születéséről.

## A foglalkozás története Magyarországon

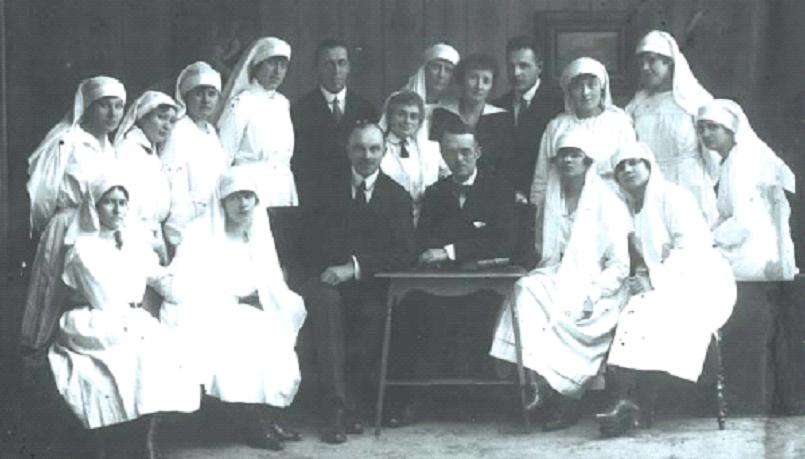
A „Heim-nővérek”, Heim Pál középen jobbról ül

1915. június 13-án Budapesten Stefánia belga királyi hercegnő védnökségével született meg az Országos Stefánia Szövetség "az anyák és csecsemők védelmére", és ennek részeként jött létre a Védőnői Szolgálat. E szervezet orvosi bizottsága elnökének, Heim Pálnak a kezdeményezésére a gondozóképzést a Stefánia Szövetség indította el a Központi Védőnőképző Iskolában 1916-ban. 
1917. november 14-én kelt Ugron Gábor belügyminiszter 135 840. számú rendelete az "anya- és csecsemővédelmi intézmény szervezéséről", mellyel országos, kötelező hálózattá alakult a védőnői szolgálat.
Életre hívták a gyermekápolónői iskolát („Heim-nővérek”). 1921-től a nagy megbecsülést élvező „Heim-nővérek” kétéves továbbképzést követően záróvizsgához kötött gondozónői oklevelet kaptak, és viselhették az erről tanúskodó jelvényt.
1975-től 3 éves képzésben részesültek a tanulni vágyók, majd 1989-től főiskolai diplomás képzéssé vált. A Debreceni, a Szegedi, a Miskolci, a Pécsi Tudományegyetem és a Semmelweis Egyetem főiskolai karain lehet elvégezni ezt a képzést.
2023. július 1-jén lépett hatályba a 2022-es  törvénymódosítás, amely szerint a védőnők felett a munkáltatói jogokat a továbbiakban nem a területi önkormányzatok gyakorolják, hanem a védőnők a megyei irányító kórházak alkalmazottai lettek.

## A  Magyar Védőnők Egyesülete
A Magyar Védőnők Egyesülete tömöríti az ország védőnőit. Továbbképzéseket szervez, valamint érdekvédelmi szervezetként felügyeli a védőnőket érintő jogszabályok megalkotását és változását. Mottójuk: „Az egészséges boldog családokért”.